# Albrecht Philipp Thaer

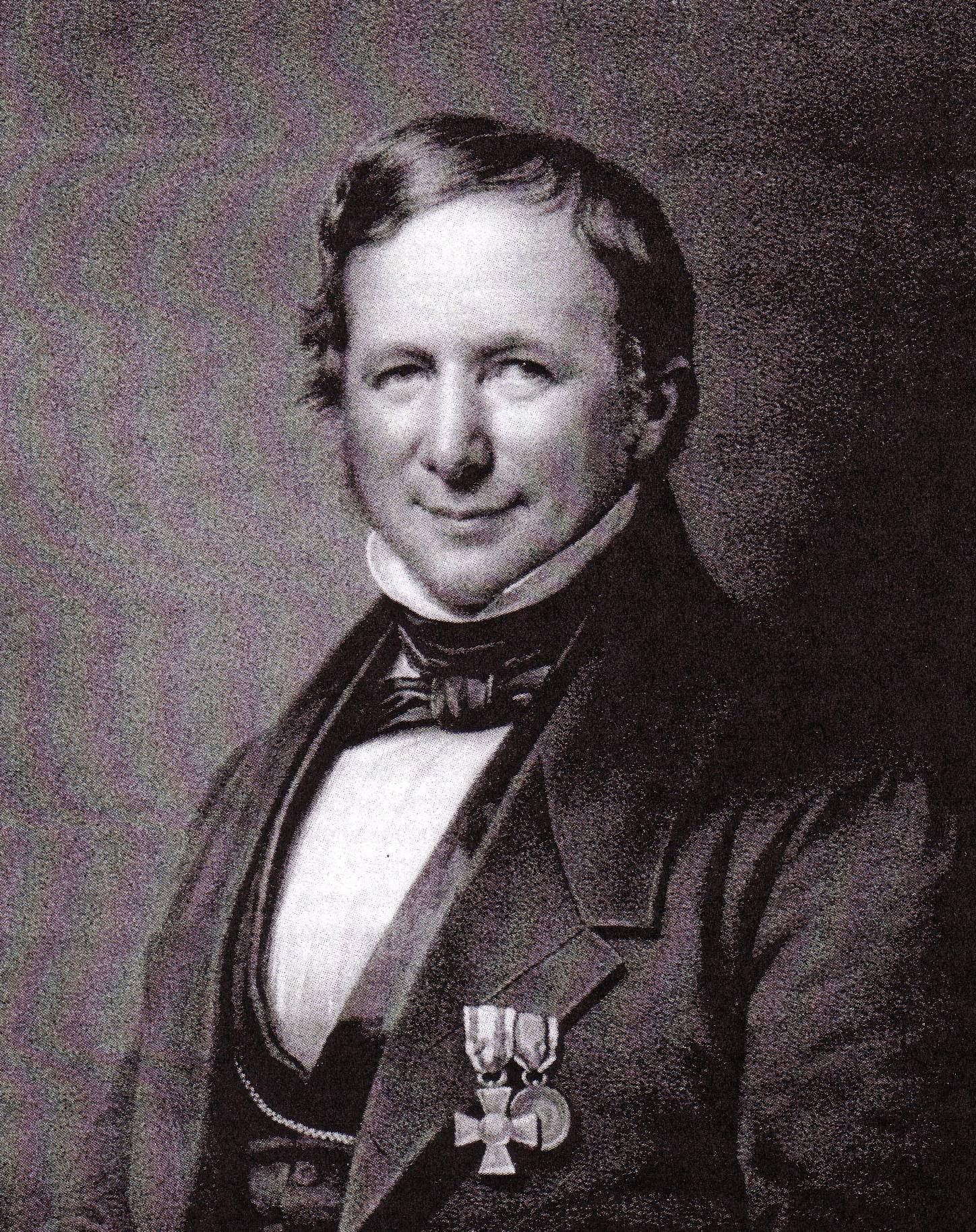
Albrecht Philipp Thaer

Albrecht Philipp Thaer (* 22. Mai 1794 in Celle; † 6. Oktober 1863 in Möglin), dritter Sohn des Agrarwissenschaftlers Albrecht Daniel Thaer, war ein deutscher Agronom.

## Leben
1804 zog er mit seinen Eltern und Geschwistern aus dem niedersächsischen Celle ins preußische Möglin und besuchte das Gymnasium zum Grauen Kloster in Berlin. 1813 nahm er an den Freiheitskriegen teil. Nach einer schweren Verwundung am rechten Arm kehrte er in sein Elternhaus zurück. Von 1814 bis 1817 unterstützte er seinen Vater als Gutsinspektor in Möglin. Von 1818 bis 1827 verwaltete er mit großem Erfolg die Güter des Fürsten Michał Gedeon Radziwiłł in Litauen, Polen und in der Ukraine. 1827 heiratete er in Breslau Conradine Oelsner (1805–1828), Tochter des schlesischen Textilunternehmers Johann Wilhelm Oelsner, und zog mit ihr auf sein neu erworbenes Gut Lüdersdorf, wo diese jedoch bereits im darauffolgenden Jahr infolge einer Geburt verstarb.
1830 übernahm Thaer das Rittergut Möglin und damit zugleich die Direktion der Königlichen Preußischen Akademie des Landbaus, die er bis zu ihrer von ihm selbst veranlasster Auflösung bzw. Eingliederung in das Berliner Landwirtschaftliche Lehrinstitut im Jahre 1861 im Sinne seines Vaters geleitet hat. Ein Jahr darauf ehelichte er seine Schwägerin, Julie Oelsner (1809–1860).
1834 erwarb er das zur Stadt Wriezen gehörige „Schwarze Vorwerk“ Altgaul (später „Thaerhof“ genannt) und 1839 das Rittergut Börnicke bei Bernau. Zu diesen Besitzungen kam 1842 noch das ehemalige Domänenamt Rüdersdorf hinzu, mit Gründung des Rittergut Rüdersdorf mit 2000 Morgen Land in Rüdersdorf, Herzfelde und Hennickendorf.

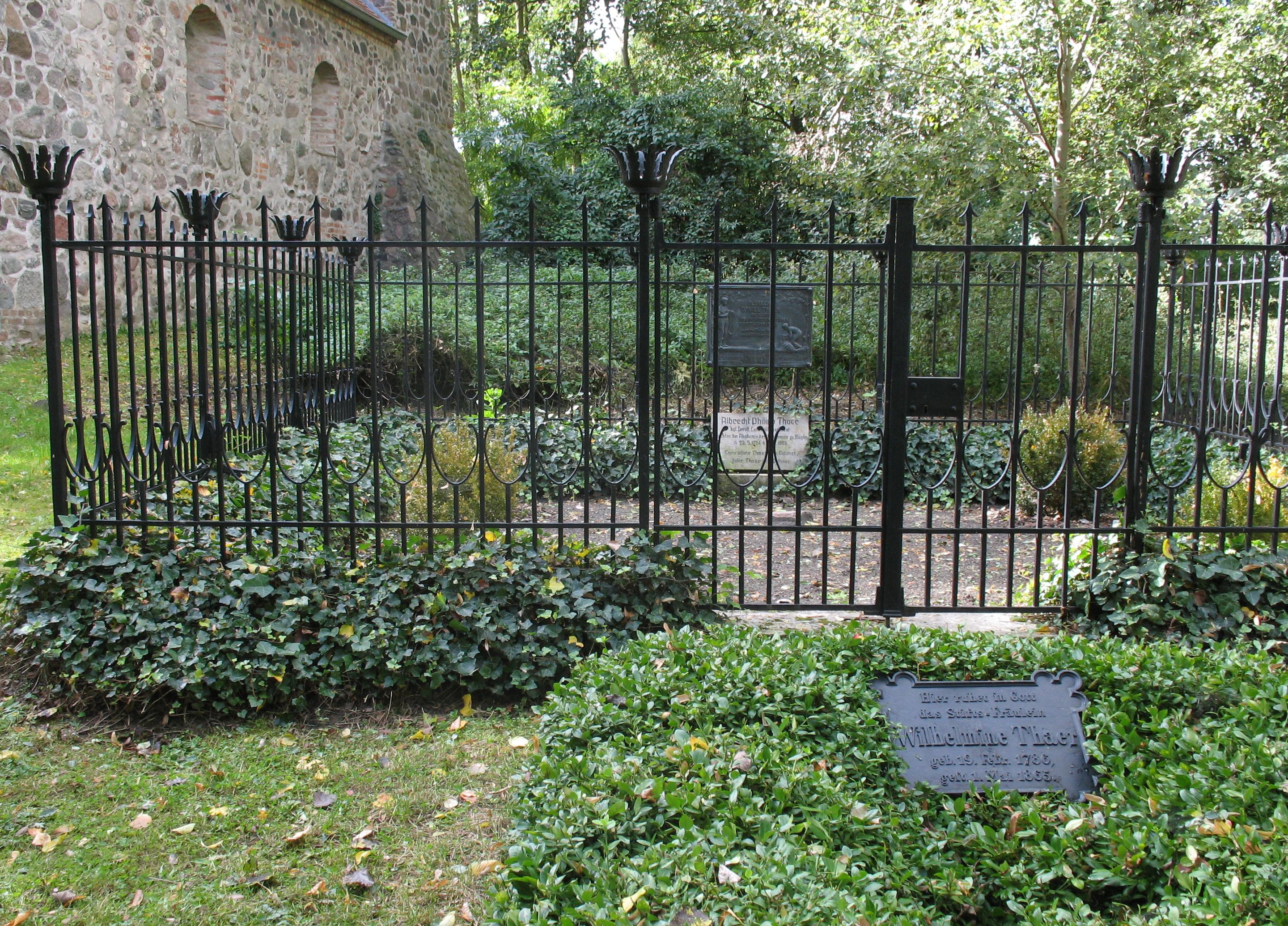
Thaer-Grabstätte neben der Kirche von Reichenow-Möglin in Brandenburg

Gustav von Brenn, Innenminister für Gewerbeangelegenheiten, bat im Januar 1835 König Friedrich Wilhelm III., „dem Gutsbesitzer Albrecht Thaer“ den Titel „eines Landes-Oeconomie-Raths“ zu verleihen. In der Begründung hieß es, „daß ihm auch äußerlich ein die Wirksamkeit seiner Leistungen unterstützendes Anerkenntniß zu Theil und durch eine angemessene Stellung gegen die übrigen Lehrer des Instituts seine Einwirkung auf die Zöglinge unterstützt werden möge.“ Noch im selben Monat gab der König sein Einverständnis.
Thaer war ein herausragender praktischer Landwirt. Zahlreiche praxisorientierte Vorträge hielt er auf den jährlich stattfindenden „Versammlungen deutscher Land- und Forstwirte“. Seine wissenschaftliche Tätigkeit beschränkte sich im Wesentlichen auf persönliche Unterweisungen als Lehrer.
Sein ältester Sohn war der Agrarwissenschaftler Albrecht Conrad Thaer. Seine Tochter Konradine (1834–1894) heiratete den ostpreußischen Gutsbesitzer Georg von Perbandt. Nachfolgend gab es immer wieder eheliche Verbindungen zwischen beiden Familien.